# Sunil (Vorname)
Sunil (Hindi सुनील) ist ein indischer männlicher Vorname. Er leitet sich von su- (gut) and nlla (dunkelblau) ab und bedeutet tiefblau.

## Bekannte Namensträger
- Sunil Chhetri
- Sunil Dutt
- Sunil Gangopadhyay
- Sunil Gavaskar
- Sunil Gulati
- Sunil Mann
- Sunil Mittal
- Sunil Shetty